# Santo-Pietro-di-Tenda
Santo-Pietro-di-Tenda (korsisch Santu Petru di Nebbiu; italienisch Santo Pietro di Tenda) ist eine Gemeinde im französischen Département Haute-Corse auf der Insel Korsika. Sie gehört zum Kanton Biguglia-Nebbio im Arrondissement Calvi.

## Geografie
Santo-Pietro-di-Tenda grenzt im Norden an das Mittelmeer und im Nordosten an den Golf von Saint-Florent. Die Nachbargemeinden sind Piève im Osten und San-Gavino-di-Tenda im Süden und Westen.
Die Hauptsiedlung besteht aus den Dörfern Santo-Pietra-di-Tenda und Casta. Ersteres befindet sich am Fuß des 648 m hohen Monte Brumica. Zur Gemeindegemarkung gehören auch die Weiler Vezzio, Lavandaggio, Castagno, Pianello, Campiendi, Poggio und Corso.

## Bevölkerungsentwicklung
| Jahr      | 1962 | 1968 | 1975 | 1982 | 1990 | 1999 | 2006 | 2012 |
| --------- | ---- | ---- | ---- | ---- | ---- | ---- | ---- | ---- |
| Einwohner | 557  | 540  | 316  | 286  | 291  | 332  | 333  | 356  |

## Sehenswürdigkeiten
- Dolmen vom Mont Revincu

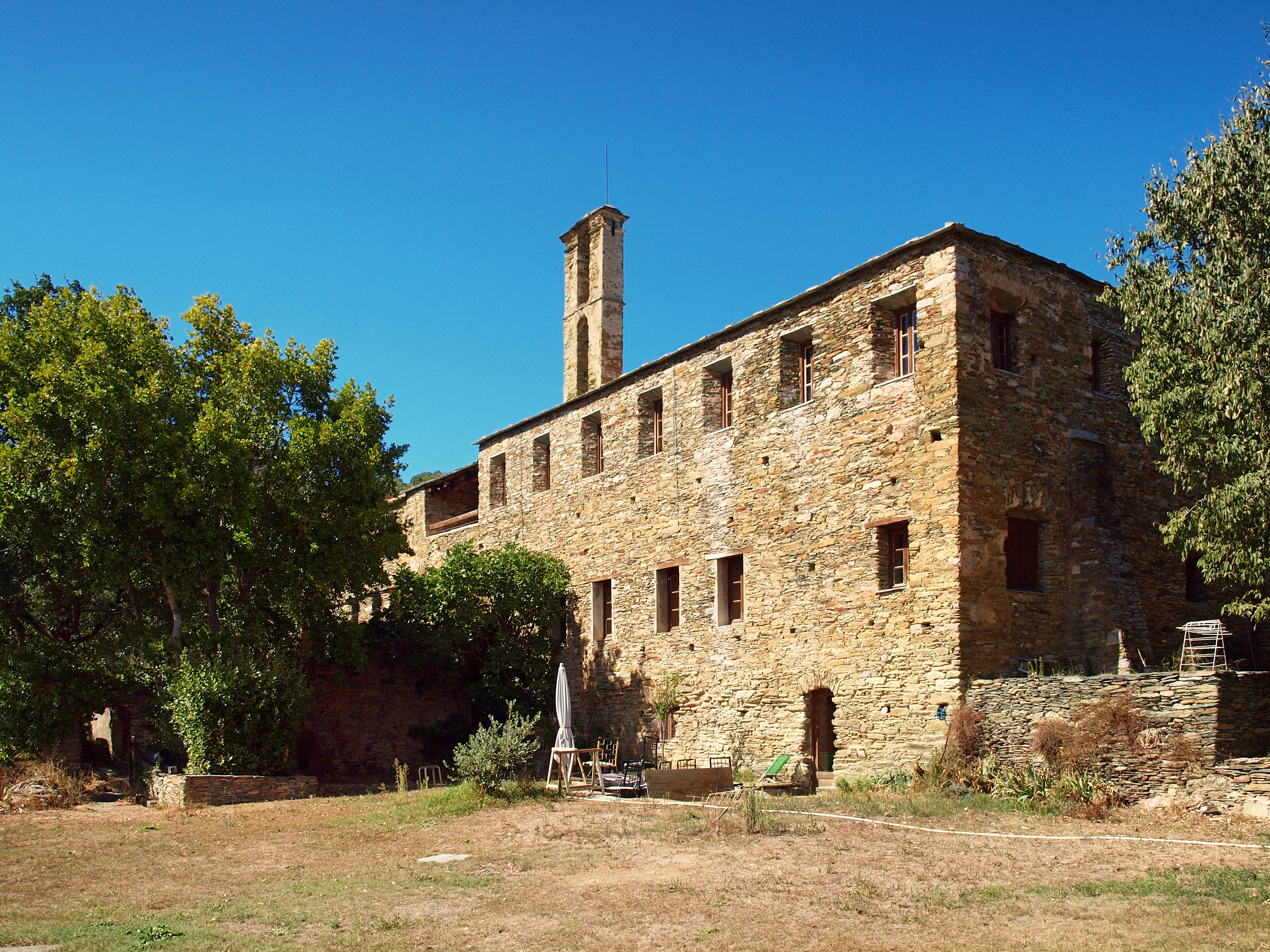
Konvent Saint-Joseph
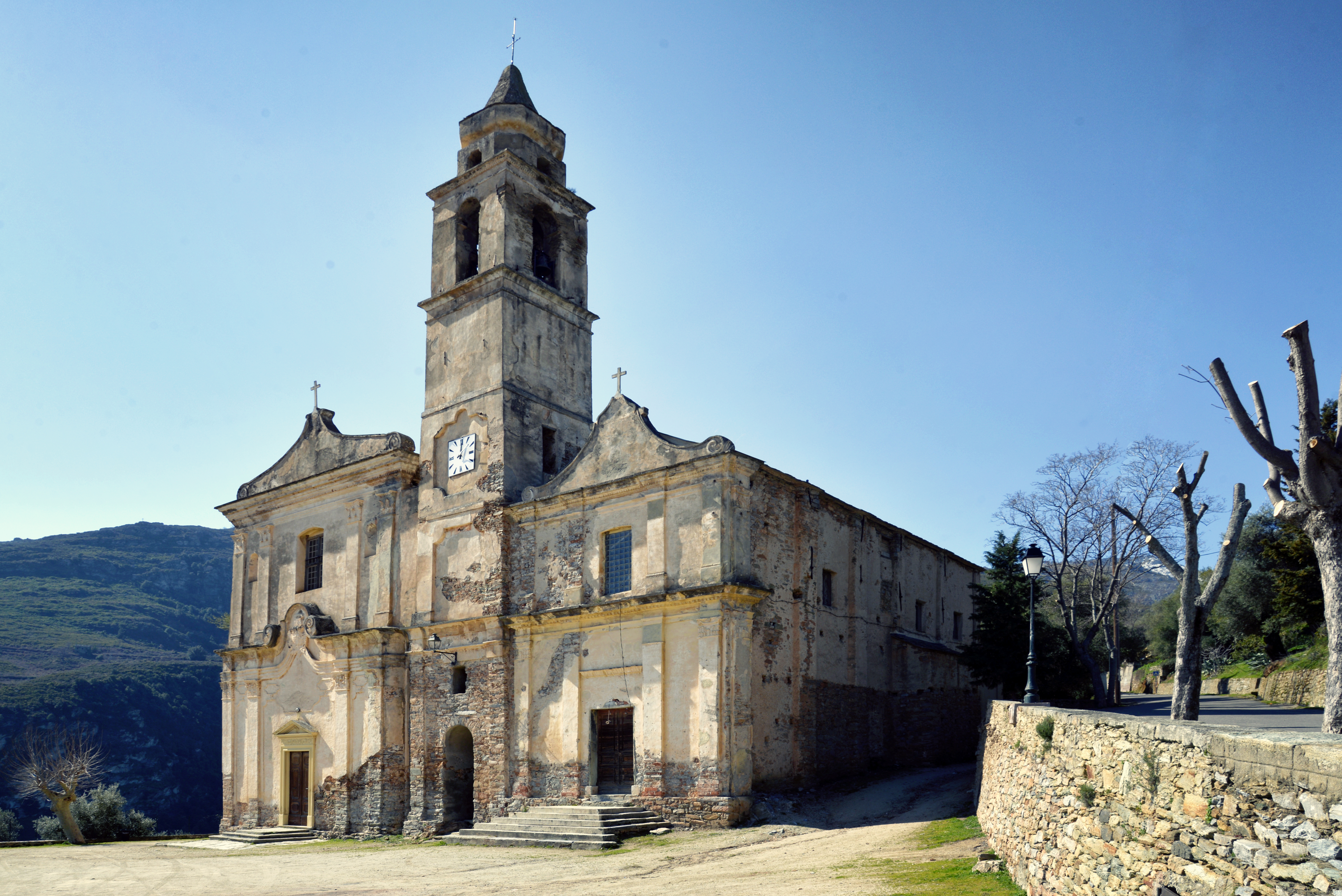
Kirche Saint-Jean
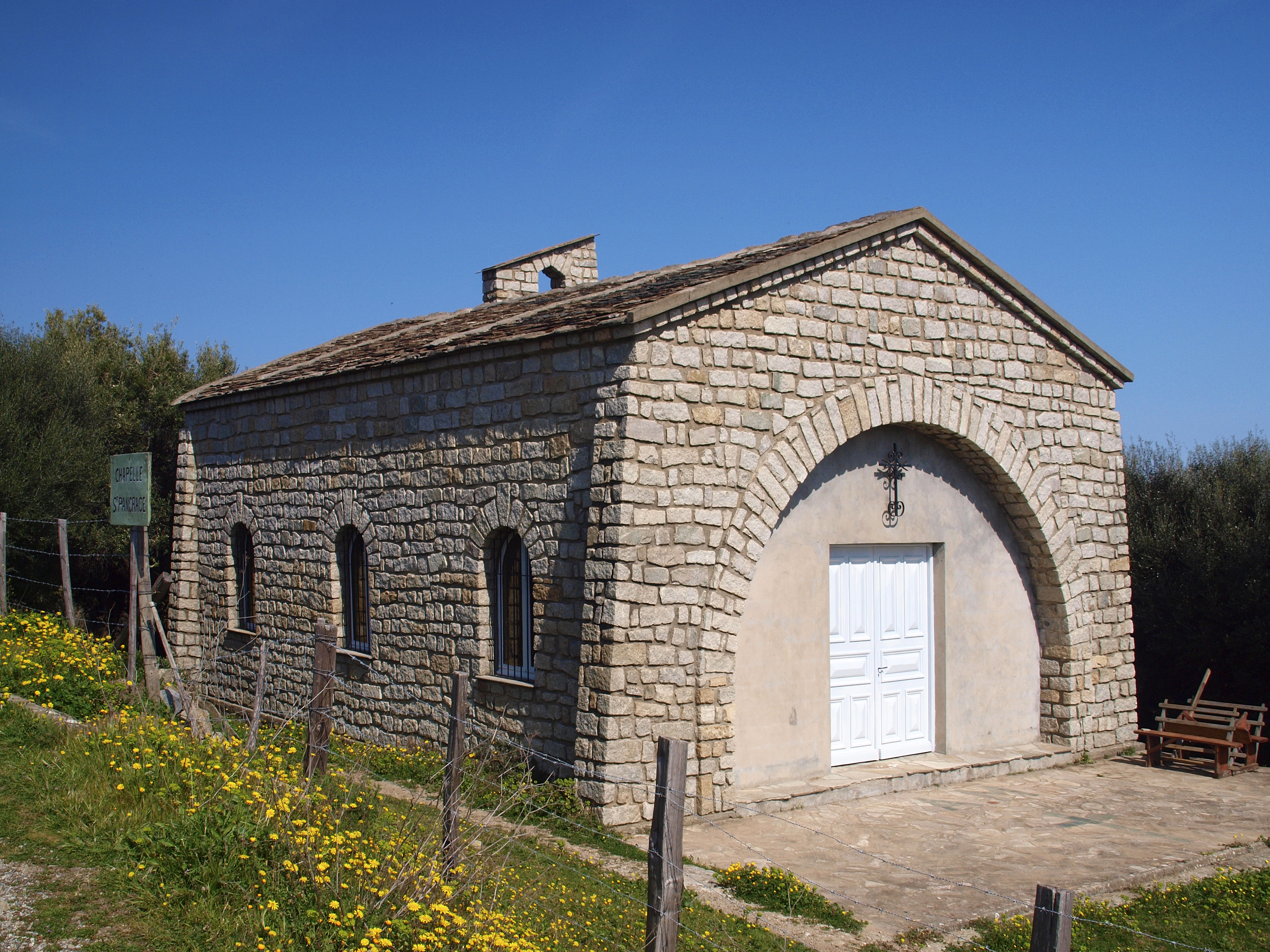
Kapelle Saint-Pancrace
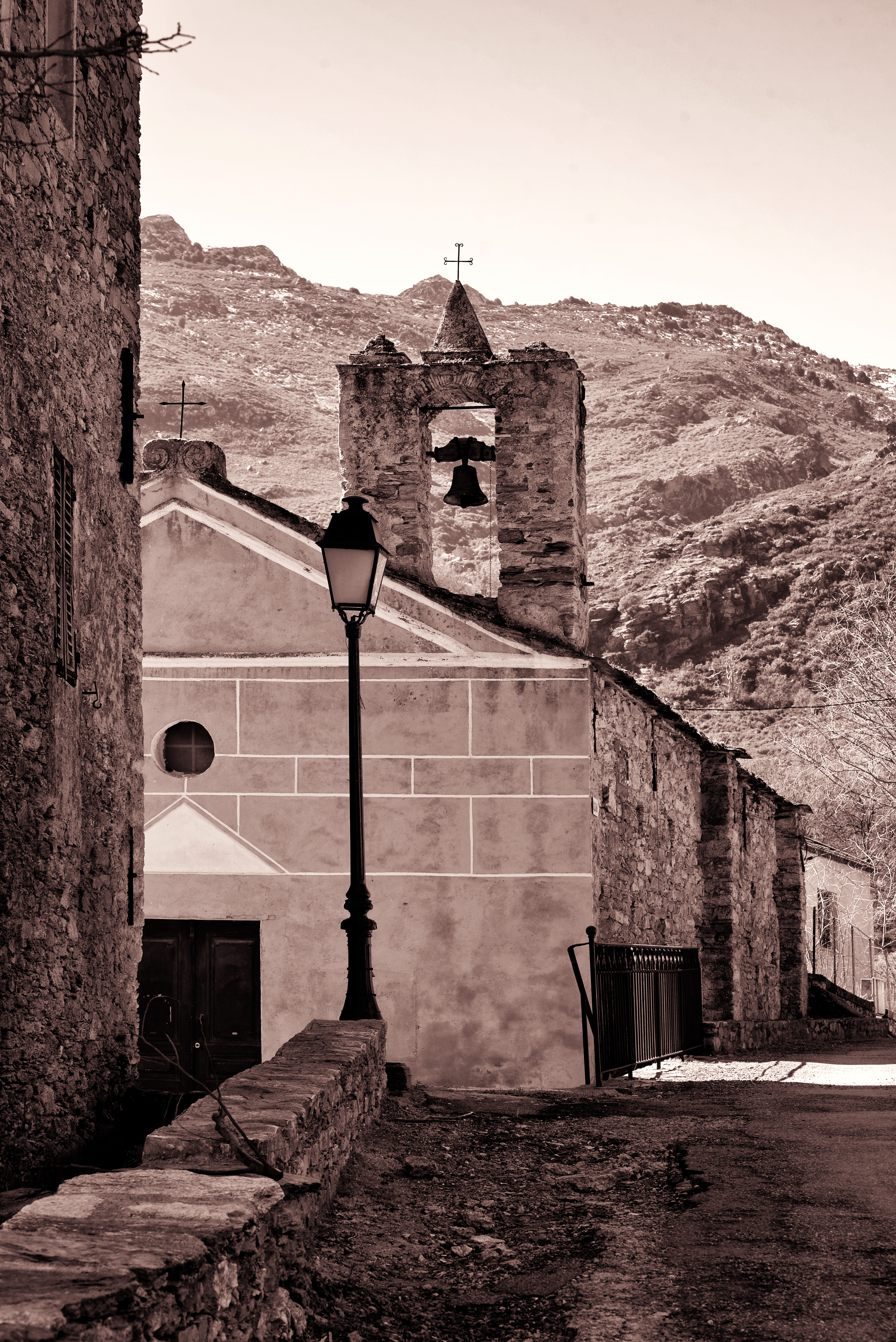
Kapelle San Bastianu

## Wirtschaft
Die Reben in Santo-Pietro-di-Tenda sind Teil des Weinbaugebietes Patrimonio.